# Lithobius brignolii
Lithobius brignolii är en mångfotingart som först beskrevs av Matic 1970.  Lithobius brignolii ingår i släktet Lithobius och familjen stenkrypare. Inga underarter finns listade i Catalogue of Life.